# 10246 Frankenwald
10246 Frankenwald è un asteroide della fascia principale. Scoperto nel 1960, presenta un'orbita caratterizzata da un semiasse maggiore pari a 2,5617579 UA e da un'eccentricità di 0,0575248, inclinata di 10,14720° rispetto all'eclittica.